# 大幫坑
大幫坑是臺灣古地名，最早見於陳第所著的〈東番記〉。翁佳音主張「大幫坑」即為位於今新北市八里區境內觀音山上的大坌坑社，然而周婉窈則認為陳第著〈東番記〉時不清楚魍港以北的情形，並由此認為「大幫坑」並非大坌坑社，而是位於魍港以南的地方名。